# Mistrzostwa Ameryki Północnej, Środkowej i Karaibów w Piłce Siatkowej Mężczyzn 2019
Mistrzostwa Ameryki Północnej, Środkowej i Karaibów w Piłce Siatkowej Mężczyzn 2019 - 26. edycja mistrzostw rozegrana w dniach 31 sierpnia – 8 września 2019 roku w kanadyjskim mieście Winnipeg. W rozgrywkach wystartowało 7 reprezentacji narodowych.
Turniej pełni rolę prekwalifikacji do turnieju kwalifikacyjnego strefy NORCECA do Letnich Igrzysk Olimpijskich 2020.

## Drużyny uczestniczące
| Grupa A   | Grupa B           |
| --------- | ----------------- |
| Kanada    | Stany Zjednoczone |
| Meksyk    | Dominikana        |
| Portoryko | Kuba              |
| Surinam*  | Gwatemala         |

*- Reprezentacja Surinamu wycofała się z rozgrywek

## System rozgrywek[2]
Na początku została rozegrana faza grupowa, mecze w systemie kołowym, „każdy z każdym”. Zwycięzcy grup uzyskali bezpośredni awans do półfinałów. Drużyny z 2. i 3. miejsc w grupach utworzyły pary ćwierćfinałowe. Zwycięzcy ćwierćfinałów trafili do półfinałów, natomiast przegrani zmierzyli się między sobą - wygrany tego spotkania zajął 5. miejsce w końcowej klasyfikacji, a przegrany zmierzył się z drużyną z 4. miejsca w grupie B w meczu o miejsca 6-7. Mecz o 3. miejsce rozegrali przegrani półfinałów, natomiast finał - zwycięzcy półfinałów.
W grupie A, ze względu na wycofanie się reprezentacji Surinamu, przyznano walkowery jej rywalom.
Trzy najwyżej sklasyfikowane zespoły (nie licząc reprezentacji Stanów Zjednoczonych, która uzyskała kwalifikację olimpijską w turnieju interkontynentalnym, oraz reprezentacji Kuby, która ma zapewniony udział w turnieju kontynentalnym dzięki zwycięstwu w NORCECA Champions Cup 2019) otrzymają prawo do gry w kontynentalnym turnieju kwalifikacyjnym do Letnich Igrzysk Olimpijskich 2020.

### Punktacja
- Wynik: 3:0; zwycięzca - 5 pkt, przegrany - 0 pkt
- Wynik: 3:1; zwycięzca - 4 pkt, przegrany - 1 pkt
- Wynik: 3:2; zwycięzca - 3 pkt, przegrany - 2 pkt

## Faza grupowa
awans do półfinałów
     awans do ćwierćfinałów
     rywalizacja o miejsca 6-7.

### Grupa A
| Lp. | Drużyna   | Mecze | Mecze | Mecze | Pkt | Małe punkty | Małe punkty | Małe punkty | Sety | Sety | Sety  |
| Lp. | Drużyna   | M     | W     | P     | Pkt | zdob.       | str.        | ratio       | wyg. | prz. | ratio |
| --- | --------- | ----- | ----- | ----- | --- | ----------- | ----------- | ----------- | ---- | ---- | ----- |
| 1   | Kanada    | 3     | 3     | 0     | 15  | 225         | 101         | 2.228       | 9    | 0    | MAX   |
| 2   | Meksyk    | 3     | 2     | 1     | 10  | 195         | 141         | 1.383       | 6    | 3    | 2.000 |
| 3   | Portoryko | 3     | 1     | 2     | 5   | 200         | 153         | 1.307       | 3    | 6    | 0.500 |
| 4   | Surinam   | 3     | 0     | 3     | 0   | 0           | 225         | 0.000       | 0    | 9    | 0.000 |

Źródło: norceca.net
Punktacja: 3:0 – 5 pkt, 3:1 – 4 pkt, 3:2 – 3 pkt, 2:3 – 2 pkt, 1:3 – 1 pkt, 0:3 – 0 pkt
Zasady ustalania kolejności: 1. liczba zwycięstw, 2. liczba punktów, 3. stosunek małych punktów, 4. stosunek setów, 5. bilans w bezpośrednich meczach
| Data | Godz. | Drużyna 1 | Wynik | Drużyna 2 | 1     | 2     | 3     | 4 | 5 | Widzów | *           |
| ---- | ----- | --------- | ----- | --------- | ----- | ----- | ----- | - | - | ------ | ----------- |
| 2.09 | 15:00 | Meksyk    | 3:0   | Portoryko | 28:26 | 25:18 | 25:22 |   |   | 300    | 2           |
| 2.09 | 20:00 | Kanada    | 3:0   | Surinam   | 25:0  | 25:0  | 25:0  |   |   | -      | [walkower ] |
| 3.09 | 13:00 | Portoryko | 3:0   | Surinam   | 25:0  | 25:0  | 25:0  |   |   | -      | [walkower ] |
| 3.09 | 20:00 | Kanada    | 3:0   | Meksyk    | 25:10 | 25:17 | 25:15 |   |   | 1000   | 8           |
| 4.09 | 13:00 | Meksyk    | 3:0   | Surinam   | 25:0  | 25:0  | 25:0  |   |   | -      | [walkower ] |
| 4.09 | 20:00 | Kanada    | 3:0   | Portoryko | 25:20 | 25:18 | 25:21 |   |   | 1300   | 12          |

### Grupa B
| Lp. | Drużyna           | Mecze | Mecze | Mecze | Pkt | Małe punkty | Małe punkty | Małe punkty | Sety | Sety | Sety  |
| Lp. | Drużyna           | M     | W     | P     | Pkt | zdob.       | str.        | ratio       | wyg. | prz. | ratio |
| --- | ----------------- | ----- | ----- | ----- | --- | ----------- | ----------- | ----------- | ---- | ---- | ----- |
| 1   | Stany Zjednoczone | 3     | 3     | 0     | 15  | 226         | 172         | 1.314       | 9    | 0    | MAX   |
| 2   | Kuba              | 3     | 2     | 1     | 10  | 222         | 189         | 1.175       | 6    | 3    | 2.000 |
| 3   | Dominikana        | 3     | 1     | 2     | 4   | 201         | 241         | 0.834       | 3    | 7    | 0.429 |
| 4   | Gwatemala         | 3     | 0     | 3     | 1   | 220         | 267         | 0.824       | 1    | 9    | 0.111 |

Źródło: norceca.net
Punktacja: 3:0 – 5 pkt, 3:1 – 4 pkt, 3:2 – 3 pkt, 2:3 – 2 pkt, 1:3 – 1 pkt, 0:3 – 0 pkt
Zasady ustalania kolejności: 1. liczba zwycięstw, 2. liczba punktów, 3. stosunek małych punktów, 4. stosunek setów, 5. bilans w bezpośrednich meczach
| Data | Godz. | Drużyna 1         | Wynik | Drużyna 2         | 1     | 2     | 3     | 4     | 5 | Widzów | *  |
| ---- | ----- | ----------------- | ----- | ----------------- | ----- | ----- | ----- | ----- | - | ------ | -- |
| 2.09 | 13:00 | Gwatemala         | 0:3   | Kuba              | 13:25 | 35:37 | 14:25 |       |   | 150    | 1  |
| 2.09 | 18:00 | Stany Zjednoczone | 3:0   | Dominikana        | 25:14 | 25:17 | 25:14 |       |   | 200    | 3  |
| 3.09 | 15:00 | Gwatemala         | 0:3   | Stany Zjednoczone | 22:25 | 21:25 | 24:26 |       |   | 100    | 6  |
| 3.09 | 18:00 | Kuba              | 3:0   | Dominikana        | 25:20 | 25:17 | 25:15 |       |   | 250    | 7  |
| 4.09 | 15:00 | Dominikana        | 3:1   | Gwatemala         | 29:27 | 25:19 | 25:27 | 25:18 |   | 60     | 10 |
| 4.09 | 18:00 | Stany Zjednoczone | 3:0   | Kuba              | 25:17 | 25:21 | 25:22 |       |   | 200    | 11 |

## Runda finałowa

### Ćwierćfinały
| Data | Godz. | Drużyna 1 | Wynik | Drużyna 2  | 1     | 2     | 3     | 4     | 5 | Widzów | *  |
| ---- | ----- | --------- | ----- | ---------- | ----- | ----- | ----- | ----- | - | ------ | -- |
| 5.09 | 18:00 | Meksyk    | 3:1   | Dominikana | 25:19 | 25:21 | 17:25 | 25:17 |   | 300    | 13 |
| 5.09 | 20:00 | Kuba      | 3:0   | Portoryko  | 25:21 | 25:22 | 28:26 |       |   | 150    | 14 |

### Rywalizacja o miejsca 5-7.
| Data | Godz. | Drużyna 1  | Wynik | Drużyna 2 | 1     | 2     | 3     | 4     | 5    | Widzów | *  |
| ---- | ----- | ---------- | ----- | --------- | ----- | ----- | ----- | ----- | ---- | ------ | -- |
| 6.09 | 15:00 | Dominikana | 2:3   | Portoryko | 25:23 | 14:25 | 25:21 | 23:25 | 6:15 | 250    | 15 |

### Półfinały
| Data | Godz. | Drużyna 1         | Wynik | Drużyna 2 | 1     | 2     | 3     | 4     | 5 | Widzów | *  |
| ---- | ----- | ----------------- | ----- | --------- | ----- | ----- | ----- | ----- | - | ------ | -- |
| 6.09 | 18:00 | Kanada            | 1:3   | Kuba      | 25:17 | 22:25 | 22:25 | 19:25 |   | 1000   | 16 |
| 6.09 | 20:00 | Stany Zjednoczone | 3:0   | Meksyk    | 25:18 | 25:16 | 25:23 |       |   | bd     | 17 |

### Mecz o 6. miejsce
| Data | Godz. | Drużyna 1  | Wynik | Drużyna 2 | 1     | 2     | 3     | 4     | 5 | Widzów | *  |
| ---- | ----- | ---------- | ----- | --------- | ----- | ----- | ----- | ----- | - | ------ | -- |
| 7.09 | 11:00 | Dominikana | 3:1   | Gwatemala | 28:30 | 25:13 | 28:26 | 25:19 |   | 300    | 18 |

### Mecz o 3. miejsce
| Data | Godz. | Drużyna 1 | Wynik | Drużyna 2 | 1     | 2     | 3     | 4 | 5 | Widzów | *  |
| ---- | ----- | --------- | ----- | --------- | ----- | ----- | ----- | - | - | ------ | -- |
| 7.09 | 14:00 | Kanada    | 3:0   | Meksyk    | 25:14 | 25:18 | 25:12 |   |   | 650    | 19 |

### Finał
| Data | Godz. | Drużyna 1 | Wynik | Drużyna 2         | 1     | 2     | 3     | 4     | 5 | Widzów | *  |
| ---- | ----- | --------- | ----- | ----------------- | ----- | ----- | ----- | ----- | - | ------ | -- |
| 7.09 | 16:00 | Kuba      | 3:1   | Stany Zjednoczone | 25:18 | 21:25 | 25:20 | 25:20 |   | 1800   | 20 |

| MISTRZ AMERYKI PÓŁNOCNEJ, ŚRODKOWEJ I KARAIBÓW 2019            |
| -------------------------------------------------------------- |
| KUBA 16. TYTUŁ MISTRZA AMERYKI PÓŁNOCNEJ, ŚRODKOWEJ I KARAIBÓW |

## Klasyfikacja końcowa
| Miejsce | Zespół             | Uwagi                                                    |
| ------- | ------------------ | -------------------------------------------------------- |
|         | Kuba               |                                                          |
|         | Stany Zjednoczone  |                                                          |
|         | Kanada             | Awans na kontynentalny turniej kwalifikacyjny do IO 2020 |
| 4.      | Meksyk             | Awans na kontynentalny turniej kwalifikacyjny do IO 2020 |
| 5.      | Portoryko          | Awans na kontynentalny turniej kwalifikacyjny do IO 2020 |
| 6.      | Dominikana         |                                                          |
| 7.      | Gwatemala          |                                                          |
| 8.      | Surinam (wycofany) |                                                          |

## Nagrody indywidualne
| MVP                   | Najlepszy punktujący   | Najlepsi środkowi            | Najlepszy atakujący | Najlepsi przyjmujący       |
| --------------------- | ---------------------- | ---------------------------- | ------------------- | -------------------------- |
| Miguel Ángel López    | Henry Tapia            | Roamy Alonso Jeffrey Jendryk | Maurice Torres      | Torey Defalco Stephen Maar |
| Najlepszy zagrywający | Najlepszy rozgrywający | Najlepszy broniący           | Najlepszy libero    | Najlepszy odbierający      |
| Osniel Melgarejo      | Luis Gacía             | Kyle Dagostino               | Kyle Dagostino      | Jesus Rangel               |